# Англо-французская война (1187—1189)
Англо-французская война 1187—1189 — вооруженный конфликт между Филиппом Августом и Генрихом II.

## Вексенский вопрос
В ходе борьбы за английский престол Жоффруа V Анжуйский и Генрих Плантагенет заручились поддержкой Людовика VII в обмен на отказ от Нормандского Вексена. Принесение Генрихом в 1151 оммажа за Нормандию официально закрепило переход Вексена к Франции. Брак Генриха с Алиенорой Аквитанской привел к новым военным конфликтам с королём Франции, который теперь использовал вексенские укрепления как плацдарм для вторжений в Нормандию. Помешать созданию «Анжуйской империи» французы не смогли, и Генрих II, пользуясь своим превосходством в силах, стал добиваться возвращения Вексена. По мирному договору 1160 года Нормандский Вексен был отдан в качестве приданого дочери Людовика Маргариты, невесты Молодого Короля. Поскольку жених и невеста ещё были детьми, брак должен был состояться только через десять лет, но Генрих немедленно обвенчал их и завладел Вексеном.

## Алиса Французская
Другой проблемой был брак Алисы, дочери Людовика VII. По Монмирайскому договору 1169 она была помолвлена с Ричардом, которому по этому случаю был дан титул герцога Аквитанского. В 1173—1174 французские войска участвовали в мятеже сыновей Генриха II, но затем мирные отношения были восстановлены. В 1176—1177 французский двор пытался добиться либо заключения брака, либо возвращения Алисы, обратившись за помощью к папе Александру III, который угрожал Генриху интердиктом. Английский король сумел избежать угрозы, заключив в сентябре 1177 Иврийский договор, по которому они с Людовиком обещали отправиться в крестовый поход.
Филипп Август, находившийся на пороге войны со своими вассалами, 28 июня 1180 подписал с Генрихом Жизорский договор, подтверждавший мир и союз. В 1183 Молодой Король умер, не оставив детей, и Вексен должен был вернуться к Франции. По договору 6 декабря 1183 он становился приданым Алисы, на которой должен был жениться один из сыновей Генриха. Следующие несколько лет Филипп Август был занят войной, в которой Генрих оказал ему дипломатическую поддержку, но после заключения Бовского договора усилил давление на английского короля с целью решить проблему с браком Алисы. По Жизорскому соглашению 11 марта 1186 Маргарита, которой предстояло стать женой венгерского короля, отказывалась от Вексена в обмен на ежегодную ренту, и эту область получал Ричард вместе с рукой Алисы. Тем не менее, английский король продолжал откладывать заключение брака, в результате чего пошли позорные слухи, что он сделал Алису своей любовницей и даже обрюхатил её.
Кроме этого король Франции протестовал против установления анжуйского господства в западном Берри и Оверни и попыток Ричарда поставить под свой контроль Тулузу.

## Подготовка к войне
Чтобы добиться успеха в борьбе с Генрихом II Филипп решил использовать самое уязвимое место английского короля — его отношения с сыновьями. В начале 1186 он пригласил в Париж Жоффруа Бретонского, ловкого интригана и умелого военачальника, враждовавшего со своим братом Ричардом. Ходили слухи, что Жоффруа станет сенешалем Франции; Филипп требовал для него графство Анжуйское. К несчастью, принц скончался в августе 1186, то ли от раны, полученной на турнире, то ли от приступа лихорадки. Филипп демонстрировал глубокое горе, по сообщению хрониста, на похоронах приближенные едва смогли удержать короля, собиравшегося прыгнуть в могилу Жоффруа.
Филипп потребовал у Ричарда принести оммаж за все земли, составлявшие герцогство Аквитанское, но тот отказался это сделать. Генрих II отказывался возвращать Вексен и не являлся на суд своего сюзерена в Париже. Вдобавок, Филипп требовал передать ему опеку над Бретанью, пока не подрастут дети Жоффруа. В конце 1186 Филипп начал готовиться к войне. Генрих снарядил посольство во главе с великим юстициарием Ранульфом Гленвилем, графом Вильямом де Мандевилем и архиепископом Руана Готье де Кутансом, которые добились перемирия до 11 января 1187.

## Начало войны
25 марта 1187 короли провели встречу в Нонанкуре, но договориться не смогли, так как Ричард не прекращал военных действий в Лангедоке. Заключив в мае 1187 антианглийский союз с Фридрихом Барбароссой, Филипп в конце месяца форсировал Шер с феодальным ополчением и отрядами рутьеров, овладел Иссуденом и Грасе, и осадил Шатору, куда Ричард и Иоанн Безземельный едва успели ввести войска. Генрих также собрал отряды наемников, но когда армии встали друг против друга у Шатору, коттеро дезертировали, и королю пришлось согласиться на переговоры при посредничестве папских легатов. 23 июня в Шатору было заключено перемирие на два года, по которому Генрих и Ричард обязались предстать перед судом короля Франции. Ричард отправился с Филиппом в Париж, где французский король показал ему письмо Генриха, предлагавшего брак Алисы и Иоанна, которому передавались бы все континентальные владения Плантагенетов, кроме Нормандии. Ричард был в ярости. В конце 1187 или начале 1188 он был вызван к отцу; выехав из Парижа, он сначала захватил королевскую казну, хранившуюся в Шиноне, затем привел аквитанские замки в боевую готовность, и только после этого прибыл в Анжер, где поклялся Генриху в верности.
В декабре 1187 Филипп Август и Фридрих Барбаросса встретились на Мёзе, между Ивуа и Музоном, и подтвердили свой союз.

## Падение Иерусалима
В начале января 1188 Филипп собрал войска и угрожал вторгнуться в Нормандию, если английский король немедленно не приступит к выполнению взятых на себя обязательств, но вскоре новости, пришедшие из Святой Земли, заставили королей поменять планы. Ещё в начале ноября 1187 во Францию прибыло сообщение о сокрушительном поражении христианской армии при Хаттине. На следующий день Ричард, первым из европейских принцев, принял крест из рук турского епископа Бартоломея. Генрих был этим очень недоволен, но пришедшее в январе 1188 известие о падении Иерусалима вынудило королей провести ассамблею в Жизоре и 21 января в присутствии легата кардинала Альбано также принять крест. Для финансирования экспедиции, назначенной на Пасху 1189, был объявлен сбор «саладиновой десятины».

## Кампания 1188
Вскоре возобновление военных действий в Аквитании сорвало подготовку к походу. Аймар Ангулемский, Жоффруа де Ранкон и Жоффруа I де Лузиньян подняли мятеж против Ричарда. Гиральд Камбрийский и Радульф из Дицето пишут, что Генрих II сам подтолкнул пуатевинских баронов к восстанию, направив субсидии им и Раймонду Тулузскому, чтобы помешать Ричарду отправиться в поход. Ричард взял Тайбур, где укрепились мятежники, и подавил восстание, но затем возобновилась война с Тулузой. Филипп воспользовался военными действиями в Лангедоке, нарушил перемирие, и без объявления войны в июне 1188 захватил Шатору, Бюзансе, Аржантон-сюр-Крёз, Левру, штурмом взял Монришар, затем овладел Паллюо, Монтрезором, Шатийон-сюр-Шером и поставил под свой контроль все Берри, кроме замка Лош. Французские войска подошли к границе Турени.
В июле Генрих высадился в Барфлёре и направился в Алансон собирать войска. Ричард отказался от похода на Тулузу, и двинулся на север, чтобы отвоевать Берри. Филипп покинул эту область и поспешил отразить нападение Генриха на Вексен. По пути французы взяли  Вандом. Подойдя к Шатору, Ричард разгромил часть гарнизона, вышедшую для грабежа округи, но затем сам был разбит отрядом, устроившим вылазку из замка. Ричард соединился с войсками Генриха, после чего противники обменялись ударами: англичане сожгли Дрё, а французы Троо. Под стенами Манта 28 июля в жестоком бою анжуйская армия была остановлена городским ополчением, и Генрих отказался от планов наступления на Париж.

### Конференция в Жизоре
16—18 августа в обычном месте между Жизором и Три-ла-Вилем состоялась конференция. Англичане прибыли первыми и заняли место в тени могучего древнего вяза, рядом с которым обычно происходили переговоры. Французам пришлось встать на солнцепеке. Англичане насмехались над французами, а ближе к вечеру один из валлийских наемников выпустил в них стрелу. Рассвирепев от действий противников, поправших рыцарские нормы, французы набросились на них и прогнали к самым стенам Жизора, а старинный вяз, бывший свидетелем встреч нормандских герцогов и французских королей, срубили и в ярости посекли в щепки, так как англичане вырезали на его стволе оскорбительную надпись. Узнав об этом, Филипп Август в гневе воскликнул: «Позор на мою корону! Что я, лес рубить сюда явился?» Вечером Генрих и Филипп встретились в Шомон-ан-Вексене. Затем Генрих отправился в Паси, где к нему присоединились бароны, побежденные под Жизором. Филипп распустил своих вассалов; английский король воспользовался этим и совершил набег, опустошив Вексен и 30 августа вновь подойдя к Манту.

### Конференция в Бонмулене
7 октября состоялась конференция в Шатийон-сюр-Эндре, на границе Берри и Турени. Короли договорились, что Филипп вернет Ричарду Берри, а тот, в свою очередь, возвратит земли, захваченные у графа Тулузского. Договор заключить не удалось, так как Филипп потребовал передать ему Паси. 18 ноября открылись переговоры в Бонмулене, так как вяза мира в Жизоре больше не существовало. К этому времени Филипп заключил тайный договор с Ричардом, подозревавшим, что отец готовит против него восстание в Аквитании. Когда Филипп потребовал у Генриха выдать Алису за Ричарда и передать сыну Анжу, Мэн и Турень, тот отказался, и тогда Ричард на глазах у отца принес королю Франции оммаж за все анжуйские земли на континенте. Результатом конференции стало перемирие до января 1189.
За месяц до рождества Филипп с Ричардом отправились в Париж, где проводили время в увеселениях, деля друг с другом и трапезу, а временами и постель (в те времена это не выглядело подозрительным, но в XX веке породило теорию о гомосексуальности Ричарда).

## Кампания 1189

### Конференция в Ла-Ферте-Бернаре
4 января срок перемирия истек и Филипп с Ричардом начали набеги на анжуйские земли. В Бретани началось открытое восстание против Генриха, которого покинуло большинство баронов Анжу и Мэна. Рим пытался добиться прекращения войны; на смену кардиналу Альбано был послан более энергичный легат — кардинал Ананьи, который пригрозил противникам отлучением, если они не возобновят переговоры. В апреле — мае прошло несколько бесплодных встреч, а в конце мая или начале июня открылась конференция в Ла-Ферте-Бернаре, на границе Мэна и Перша. Вдобавок к прежним требованиям Ричард потребовал, чтобы Иоанн отправился вместе с ним в крестовый поход, так как боялся, что Генрих может его короновать. Генрих, в свою очередь, предложил выдать Алису за Иоанна, отстраняя таким образом Ричарда от наследования. Кардинал Ананьи обратился против Филиппа, пригрозив ему анафемой, но французский король ответил, что римская церковь не имеет права использовать отлучение против монарха, который приводит к повиновению своих неверных вассалов, а «от сеньора кардинала несет стерлингами короля Англии».

### Завоевание Мэна
После провала переговоров Филипп выступил из Ножан-ле-Ротру и вторгся в Мэн, захватив 4—11 июня Ла-Ферте-Бернар, Малетабль, Балон, Монфор-ле-Ротру — крепости, прикрывавшие Ман. Сеньоры Майена, Лаваля и Фужера перешли на его сторону. Советники предлагали Генриху II покинуть долину Луары и отступить в Нормандию, но тот остался в Мане, жителям которого пообещал, что не бросит их. 12 июня Филипп и Ричард подступили к городу. Генрих приказал сжечь предместья, но ветер переменился, и огонь перекинулся на город. Отряд, оборонявший мост через Сарту, был разбит. Французы ворвались в горящий город и Генриху пришлось бежать в сопровождении бастарда Джеффри, Вильяма Мандевиля, Уильяма Маршала и 700 рыцарей. Филипп и Ричард съели обед, приготовленный для английского короля, а затем Ричард бросился в погоню. Уильям Маршал позднее похвалялся, что убил под Ричардом коня, не дав ему захватить в плен собственного отца. Проскакав 20 миль, Генрих укрылся в замке Френе-сюр-Сарт, откуда лесными тропами добрался через занятую противником территорию до Шинона. Он отправил Джефри в Алансон, собрать нормандских баронов, чтобы отвоевать Анжу, но те опасались выступать против французского короля.

### Завоевание Турени. Мир
Тем временем Филипп и Ричард, к которым присоединились сторонники Иоанна Безземельного, 15—30 июня заняли замки Мондубле, Троо, Рош, Монтуар, Шато-дю-Луар и всю страну между Маном и Туром. Форсировав Луару, они взяли Шомон, Амбуаз, Рошкорбон, и 30 июня подошли к Туру, из-под которого направили Генриху предложение явиться на переговоры в Коломбьер, рядом с Азе-ле-Ридо. У Генриха в тот день был приступ лихорадки, большая часть сторонников его покинула, и он решил сдаться. 2 июля в Сомюре он встретился с главными баронами Франции: архиепископом Реймсским, графом де Блуа, герцогом Бургундским и графом Фландрии, которых просил о поддержке на переговорах. 3 июля французы штурмом взяли Тур. 4 июля, уже почти при смерти, страдая от фистулы, лихорадки и гангрены, король Англии прибыл в Коломбьер, где Филипп продиктовал ему условия мира. Король Англии признавал себя его вассалом, отказывался от Иссудена и Грасе, выплачивал контрибуцию в 20 тыс. марок серебром, отдавал Ричарду все континентальные владения, кроме Нормандии, признавал его своим наследником и должен был передать ему Алису. В качестве гарантии соблюдения договора Филипп требовал либо Ман, Тур и два анжуйских замка (Троо и Шато-дю-Луар), либо три вексенские крепости — Жизор, Паси и Нонанкур. Короли договорились отправиться в крестовый поход во время великого поста 1190 года. Секретные статьи договора предусматривали обмен списками изменников. В бумаге, которую передал Генриху король Франции, на первом месте стояло имя его любимого сына Иоанна. В ярости Генрих завещал все своё имущество внебрачному сыну Джеффри, единственному, кто остался ему верен. 6 июля он умер в Шиноне.

## Итоги
Для Филиппа Августа смерть Генриха была полной неожиданностью и разом лишила его почти всех плодов победы. Добившись расчленения Анжуйской империи, он был вынужден наблюдать, как она снова объединяется под властью более сильного правителя. Взять назад свои обещания Ричарду он не мог. 20 июля тот стал герцогом Нормандским, 22-го принес оммаж Филиппу в Жизоре на основе договора в Азе-ле-Ридо. Из всех завоеваний король Франции сохранял только небольшую часть Берри, Иссуден и Грасе.